# 曹五燮
曹五燮（：／ Cho Oh-seop，1968年7月19日—），大韓民國自由派政治人物，第21屆國會議員。